# Ousmane Dabo
Ousmane Dabo (ur. 8 lutego 1977 w Laval, Mayenne), francuski piłkarz, pomocnik.

## Kariera klubowa
W 1995 Ousmane dołączył do Stade Rennais, które było jego pierwszy profesjonalnym zespołem. W trzy lata rozegrał 40 spotkań, strzelając 2 gole. W 1998 zgłosił się po niego wielki Inter Mediolan. Nie mogąc wywalczyć miejsca w podstawowym składzie został wypożyczony do Vicenzy a następnie wytransferowany do Parmy, nie spełniając jednak oczekiwań na krótko wrócił do Francji - AS Monaco. Po rozegraniu 16 spotkań powrócił do Vicenzy. Pierwszym klubem, w którym na dłużej zagrzał miejsce była Atalanta BC. Po trzech latach został zakupiony przez prezesa S.S. Lazio - Ugo Longo. W wiecznym mieście spędził trzy lata, rozgrywając 79 spotkań strzelił trzy bramki. Świetnie wpasował się w rzymski zespół. Mając wiele ofert wybrał Manchester City, gdzie spędził 2 lata. Po tym czasie wrócił do S.S. Lazio.
| Sezon   | Klub            | Kraj    | Flaga   | Rozgrywki   | Mecze | Bramki |
| ------- | --------------- | ------- | ------- | ----------- | ----- | ------ |
| 1995/96 | Stade Rennais   | Francja | Francja | Ligue 1     | 5     | 0      |
| 1996/97 | Stade Rennais   | Francja | Francja | Ligue 1     | 24    | 1      |
| 1997/98 | Stade Rennais   | Francja | Francja | Ligue 1     | 12    | 1      |
| 1998/99 | Inter Mediolan  | Włochy  | Włochy  | Serie A     | 5     | 0      |
| 1999    | Vicenza         | Włochy  | Włochy  | Serie B     | 13    | 0      |
| 1999/00 | Parma           | Włochy  | Włochy  | Serie A     | 16    | 0      |
| 2000    | AS Monaco       | Francja | Francja | Ligue 1     | 16    | 0      |
| 2000/01 | Vicenza         | Włochy  | Włochy  | Serie A     | 17    | 1      |
| 2001/02 | Atalanta BC     | Włochy  | Włochy  | Serie A     | 21    | 0      |
| 2002/03 | Atalanta BC     | Włochy  | Włochy  | Serie A     | 31    | 4      |
| 2003/04 | S.S. Lazio      | Włochy  | Włochy  | Serie A     | 18    | 0      |
| 2004/05 | S.S. Lazio      | Włochy  | Włochy  | Serie A     | 29    | 1      |
| 2005/06 | S.S. Lazio      | Włochy  | Włochy  | Serie A     | 31    | 2      |
| 2006/07 | Manchester City | Anglia  | Anglia  | Premiership | 13    | 0      |
| 2007/08 | Manchester City | Anglia  | Anglia  | Premiership | 12    | 0      |
| 2008/09 | S.S. Lazio      | Włochy  | Włochy  | Serie A     | 21    | 1      |
| 2009/10 | S.S. Lazio      | Włochy  | Włochy  | Serie A     | 12    | 0      |

## Kariera reprezentacyjna
W 2003 Dabo rozegrał dla reprezentacji Francji 3 spotkania.